# 키 유도 함수

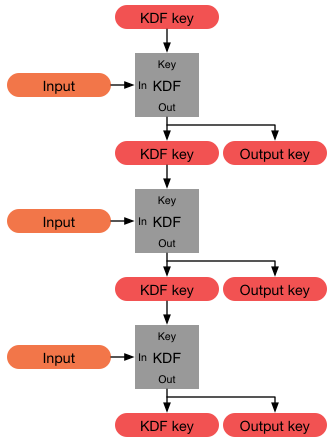
키 유도 함수 체인의 예. 하나의 KDF 함수의 출력은 체인의 다음 KDF 함수에 대한 입력이다.

키 유도 함수(Key derivation function, KDF)는 암호학에서 의사 난수 함수(일반적으로 암호화 해시 함수 또는 블록 암호를 사용)를 사용하여 키를 더 긴 길이의 키로 확장하거나 디피-헬먼 키 교환의 결과인 그룹 요소를 AES와 함께 사용할 대칭 키로 변환하는 등 필요한 형식의 키를 얻는 데 사용할 수 있다. 키 암호화 해시 함수는 키 유도에 사용되는 의사 난수 함수의 대중적인 예이다.

## 관련 문헌
- Percival, Colin (May 2009). “Stronger Key Derivation via Sequential Memory-Hard Functions” (PDF). 《BSDCan'09 Presentation》. 2009년 5월 19일에 확인함.
- Key Derivation Functions